# Fröhliches Madagascar
Fröhliches Madagascar (engl. Originaltitel Merry Madagascar) ist ein computeranimierter Kurztrickfilm. Er entstand in den Dreamworks-Animation-Studios, die vor allem mit der Shrek-Reihe und dem Film Große Haie – Kleine Fische Erfolge feierten. Erstausstrahlung war am 17. November 2009 auf dem US-amerikanischen TV-Sender NBC.
Der Zeitpunkt der Handlung liegt zwischen dem ersten und dem zweiten Teil von Madagascar.

## Handlung
Während die New Yorker Zootiere an Weihnachten noch auf Madagaskar sind, stürzt der Weihnachtsmann mit seinem Schlitten über Madagaskar ab. Der Weihnachtsmann kann sich an nichts mehr erinnern. Alex, Marty, Melman und Gloria wollen deshalb alle Geschenke an die Menschen abliefern, die eigentlich der Weihnachtsmann bringen sollte. Doch die Rentiere weigern sich, da sie nur dem Weihnachtsmann gehorchen. So übernehmen die Pinguine diesen Auftrag mithilfe des magischen Staubes vom Weihnachtsmann, der die Rentiere flugfähig macht. Alex, Marty, Melman, Gloria und die Pinguine liefern die Geschenke nach und nach aus.
Währenddessen feiert Julien den „Julianuar“, einen Tag, an dem alle Lemuren ihm etwas schenken. Doch der Weihnachtsmann hat kein Geschenk für ihn gehabt, nimmt dafür den Zweig eines Baumes und schnitzt mit den Fingern daraus eine Holzlokomotive. Als die anderen Lemuren das sehen, wollen sie auch eine. Als Julien das sieht, wird er wütend und nimmt alle ihre Geschenke weg.
Als Alex & Co. fertig sind, haben sie nur noch so viel Staub, dass sie es noch nach New York oder nach Madagaskar schaffen. Sie entscheiden sich für Madagaskar.
Doch Julien ist weiterhin nicht glücklich. Der Weihnachtsmann schlägt ihm vor jemand anderen zu beschenken, was er dann auch tut. Doch nachdem er Mort eine Kokosnuss geschenkt hat, stürzen Alex, Marty, Melman, Gloria und die Pinguine in Madagaskar ab und landen auf dem Weihnachtsmann. Der bekommt sein Gedächtnis wieder und fliegt wieder weg von Madagaskar.

## Synchronisation
| Rolle       | Originalsprecher       | Deutscher Sprecher       |
| ----------- | ---------------------- | ------------------------ |
| Alex        | Ben Stiller            | Jan Josef Liefers        |
| Marty       | Chris Rock             | Rick Kavanian            |
| Melman      | David Schwimmer        | Bastian Pastewka         |
| Gloria      | Jada Pinkett Smith     | Claudia Urbschat-Mingues |
| King Julien | Danny Jacobs           | Stefan Gossler           |
| Maurice     | Cedric the Entertainer | Roland Hemmo             |
| Mort        | Andy Richter           | Gerald Schaale           |
| Santa       | Carl Reiner            | Jürgen Kluckert          |
| Skipper     | Tom McGrath            | Michael Beck             |
| Kowalski    | Chris Miller           | Thomas D                 |
| Private     | Christopher Knights    | Smudo                    |
| Rico        | John DiMaggio          | Andreas Rieke            |
| Abby        | Willow Smith           | Pauline Hillebrand       |
| Cupid       | Nina Dobrev            | Jill Böttcher            |
| Rentier     | Jim Cummings           | Michael Nowka            |
| Lemur #1    | David Soren            | Klaus-Peter Grap         |
| Lemur #2    | James Ryan             | Uwe Büschken             |